# Emmanuel Ekwueme
Emmanuel Ifeanyi Ekwueme (* 22. November 1979 in Aboh Mbaise, Nigeria) ist ein ehemaliger  nigerianischer Fußballspieler.

## Vereinskarriere
Ekwueme begann seine Profikarriere 1996 beim nigerianischen Klub NEPA Lagos, für den er eine Saison lang spielte. Danach wechselte er zu Jasper United FC, wo er drei Saisons lang tätig war. 1999 wurde er von Polonia Warschau verpflichtet. Mit dem polnischen Hauptstadt-Klub gewann er 2000 die polnische Meisterschaft und den Ligapokal, 2001  dann auch noch den polnischen Pokal und den polnischen Supercup. Während seiner Zeit in Polen von 1999 bis 2004 spielte er auch noch für Widzew Łódź und Wisła Płock. Ende 2004 wechselte er nach Griechenland zu Aris Saloniki. Hier konnte er sich allerdings nicht durchsetzen und wechselte nach der Saison zum Zweitligisten Veria FC. Für Veria absolvierte er 18 Ligaspiele. Nach der Saison wurde sein Vertrag nicht verlängert und er blieb eine Saison lang vereinslos. 2007 unterschrieb er einen Vertrag beim polnischen Zweitligisten Unia Janikowo, kam aber wegen Differenzen mit dem Vorstand nicht zum Einsatz und wechselte zum Ligakonkurrenten Warta Posen. Ab Ende 2008 bis 2010 spielte er für den polnischen Zweitligaklub Znicz Pruszków. Zur Saison 2010/11 verabschiedete er sich vom Profifußball und wechselte in die 4. Polnische Liga zu LZS Piotrówka. Nach der Hinrunde der Saison 2013/14 beendete Emmanuel Ekwueme seine Fußballerkarriere.

## Nationalmannschaft
Emmanuel Ekwueme spielte zwischen 2000 und 2003 zwölfmal in der nigerianischen Fußballnationalmannschaft. Er nahm mit Nigeria am Africa Cup 2004 teil, wo Nigeria den dritten Platz belegte.

## Erfolge
- Polnischer Meister (2000)
- Polnischer Ligapokalsieger (2000)
- Polnischer Pokalsieger (2001)
- Polnischer Ligapokalsieger (2001)
- 3. Platz Africa Cup (2004)

## Wissenswertes
- In Polen trägt er den Spitznamen „Tolek“.
- Drei seiner Brüder sind ebenfalls Fußballer. Paschal Obinna Ekwueme aktuell bei Pelikan Łowicz, Martins Nnabugwu Ekwueme bei Sporting Clube de Goa und Lucky Junior Ekwueme zuletzt bei LZS Piotrówka.